# Sloughin' Blue
「Sloughin' Blue」（スラフィン・ブルー）は、日本のビッグ・ビートユニット、BOOM BOOM SATELLITESの4thシングル。2001年1月24日、ソニー・ミュージックレコーズより発売。

## 解説
- シングル作品としては前作から約10ヶ月ぶりのリリース。アルバム『UMBRA』先行シングル。

## 収録曲
全作詞・作曲・編曲：BOOM BOOM SATELLITES
1. Sloughin' Blue (6:15)
2. Sloughin' Blue PARADOX VIRTUAL DRUMMER REMIX (7:01)
3. Sloughin' Blue IDP'S VIRTUAL DUB (7:42)

## 収録アルバム
- UMBRA (#1)